# 惠灵顿队足球俱乐部
惠灵顿队足球俱乐部（英語：Team Wellington Football Club），简称惠灵顿队（英語：Team Wellington）。是新西兰的一支足球队，球队于2004年成立，位于首都惠灵顿。惠灵顿市除了惠灵顿队外，还有一支于2007年成立的球队惠灵顿凤凰。惠灵顿队和惠灵顿凤凰虽是同市球队，但却是参加不同国家的联赛·惠灵顿队参加的是新西兰足球锦标赛，惠灵顿凤凰则是参加澳大利亚职业足球联赛的球队。
惠灵顿队在新西兰足球锦标赛的首个赛季（2004/2005）8支参赛球队中取得第6名，2007-2008赛季球队则首次取得联赛亚军。